# Слободиновка
Слободиновка — деревня Ковылкинского района Республики Мордовия в составе Примокшанского сельского поселения. 

## География
Находится на расстоянии менее 1 километра по прямой на северо-восток от районного центра города Ковылкино.

## История
Деревня известна с 1869 года, когда она была учтена как была владельческая деревня Наровчатского уезда из 27 дворов.

## Население
Постоянное население составляло 127 человек (русские 86%) в 2002 году, 122 в 2010 году .